# Barrie McLean
Barrie (Angus) McLean is een Canadees filmregisseur en -producer.
In 1994 bracht hij samen met Hiroaki Mori en Yukari Hayashi The Tibetan Book of the Dead uit, een tweedelige serie over het Tibetaans dodenboek uit het Tibetaans boeddhisme, met de delen A Way of Life en The Great Liberation. Aan de film werkten de veertiende dalai lama en acteur Leonard Cohen mee.
In 1996 werd Dinner for Two genomineerd voor een Genie Award voor beste geanimeerde korte film.

## Filmografie
Voornamelijk als producer:
- Teamwork in Farm Research (1959)
- Golden Apples of the Sun (1973)
- The Phoenix (1990)
- Second Début (1991)
- The Lump (1991)
- Every Dog's Guide to the Playground (1991)
- Alchemists (1991)
- Strings (1991)
- Blackfly (1991)
- The Balgonie Birdman (1991)
- No Problem (1992)
- Minoru: Memory of Exile (1992)
- Lord of the Sky (1992)
- Bastringue Madame Bolduc, La (1992)
- The Long Enchantment (1993)
- Divine Fate (1993)
- Bob's Birthday (1993)
- The Tibetan Book of the Dead (1994)
- Mouseology (1994)
- Arkelope! (1994)
- How Dinosaurs Learned to Fly (1995)
- The End of the World in Four Seasons (1995)
- Words (1996)
- Shyness (1996)
- Scant Sanity (1996)
- Quilt (1996)
- Plumbum Conundrum (1996)
- The Legend of the Flying Canoe (1996)
- I'm Your Man (1996)
- How Wings Are Attached to the Backs of Angels (1996)
- Dinner for Two (1996)
- Children Speak (1996)
- When the Dust Settles (1997)
- What's Your Pleasure? (1997)
- On Being Human (1997)
- On Avoiding Extinction (1997)
- Legend & Language (1997)
- Curious Cosmologies (1997)
- Crazy, Quilt (1997)
- Snow Cat (1998)
- Sunrise Over Tiananmen Square (1998)
- With Grandma (1999)
- Village of Idiots (1999)
- Show Girls (1999)
- When the Day Breaks (1999)
- Glasses (2001)